# Darvis Patton
Pour les articles homonymes, voir Patton.
Darvis Darell Patton (né le 4 décembre 1977 à Dallas, Texas) est un athlète américain, spécialiste du sprint. Il représente Fort Worth en compétition.

## Carrière
Darvis Patton est dans sa jeunesse un athlète très polyvalent, concourant au saut en longueur et au saut en hauteur à l'école secondaire et au collège, avant de se concentrer plus tard sur les courses de sprint. En 2003, il remporte la médaille d'or du relias 4 × 100 mètres des Championnats du monde de Paris aux côtés de John Capel, Bernard Williams et Joshua J. Johnson. Sur 200 m, il n'est battu de peu par John Capel, terminant deuxième de la course en 20 s 32. L'année suivante, il participe au succès de l'équipe américaine médaillée d'or des Jeux olympiques d'Athènes en disputant les séries. Il remporte en tant que titulaire le 4 × 100 m des mondiaux d'Osaka de 2007 dans une équipe composée également de Wallace Spearmon, Tyson Gay et LeRoy Dixon.
Auteur de 9 s 89 (+1,6 m/s) lors des sélections américaines 2008 de Eugene, il améliore son record personnel et se qualifie pour les seconds Jeux olympiques consécutifs. À Pékin, Darvis Patton prend la huitième et dernière place de la finale du 100 m avec le temps de 10 s 03. Il obtient le même résultat l'année suivante lors des Championnats du monde de Berlin avec un temps de 10 s 34 malgré ses 9 s 98 (meilleur temps de sa saison) réalisées en demi-finales.
Le 15 mai 2011, il boucle en 14 s 98 le 150 mètres des « Great City Games » disputé en ligne droite dans les rues de Manchester sur une piste détrempée. Second derrière son compatriote Tyson Gay (14 s 51), il devance les Britanniques Marlon Devonish et Christian Malcolm.
Fin juin 2011, lors des Championnats des États-Unis, à Eugene, qualificatifs pour les Championnats du monde de Daegu, il échoue sur 100 m. Le lendemain, il termine 2e du 200 mètres en 19 s 98 (vent +2,4 m/s) devancé par Walter Dix (19 s 95) mais devant Jeremy Dodson (20 s 07), se qualifiant ainsi sur la distance.
Lors des Championnats du monde de Daegu en août 2011, il se hisse en demi-finales du 200 m. Il y prend la 5e place en 20 s 72 derrière les quatre qualifiés pour la finale Usain Bolt, Jaysuma Saidy Ndure, Bruno de Barros et Rondel Sorrillo.
Le 25 mai 2012, lors du Golden Spike Ostrava, il termine 3e en 10 s 22 derrière Usain Bolt (10 s 04) et Kim Collins (10 s 19). Toutefois, lors des sélections olympiques américaines de Eugene, il n'obtient pas sa qualification pour les Jeux de Londres en terminant cinquième de l'épreuve du 100 m, derrière Justin Gatlin (9 s 80), Tyson Gay (9 s 86) et Ryan Bailey (9 s 93), dans le temps de 9 s 96 (+1,8 m/s). Cette place lui permet de participer au relais américain où il prend part aux séries, ce qui lui permet d'obtenir la médaille d'argent olympique. En mai 2015, le relais américain perd sa médaille d'argent après la disqualification de Tyson Gay pour dopage après un contrôle de juin 2013 et une sanction qui le prive de tous ses résultats à partir de juillet 2012,.

## Palmarès
| Date | Compétition           | Lieu           | Résultat | Discipline | Temps   |
| ---- | --------------------- | -------------- | -------- | ---------- | ------- |
| 2003 | Championnats du monde | Paris          | 2e       | 200 m      | 20 s 31 |
| 2003 | Championnats du monde | Paris          | 1re      | 4 × 100 m  | 38 s 06 |
| 2003 | Finale mondiale       | Stuttgart      | 4e       | 200 m      | 20 s 31 |
| 2004 | Jeux olympiques       | Athènes        | 2e       | 4 × 100 m  | -       |
| 2007 | Championnats du monde | Osaka          | 1er      | 4 × 100 m  | 37 s 78 |
| 2007 | Jeux panaméricains    | Rio de Janeiro | 2e       | 100 m      | 10 s 17 |
| 2007 | Jeux panaméricains    | Rio de Janeiro | 3e       | 4 × 100 m  | 38 s 88 |
| 2008 | Jeux olympiques       | Pékin          | 8e       | 100 m      | 10 s 03 |
| 2009 | Championnats du monde | Berlin         | 8e       | 100 m      | 10 s 34 |
| 2009 | Finale mondiale       | Thessalonique  | 3e       | 100 m      | 10 s 00 |
| 2012 | Jeux olympiques       | Londres        | 2e       | 4 × 100 m, |         |

### Records
| Épreuve  | Performance | Lieu           | Date                           |
| -------- | ----------- | -------------- | ------------------------------ |
| 60 m     | 6 s 50      | New York       | 16 février 2013                |
| 100 m    | 9 s 89      | Eugene Shangaï | 28 juin 2008 20 septembre 2009 |
| 200 m    | 20 s 03     | Paris          | 28 août 2003                   |
| Longueur | 8,12 m      | Arlington      | 31 mars 2001                   |